# KkStB 90 sorozat
A  kkStB 90 sorozat egy szerkocsisgőzmozdony-sorozat volt a cs. kir. osztrák Államvasutaknál, amely mozdonyokat a Mährische Grenzbahn (MGB) vásárolt.   Az MGB-nél az 1 és 2 pályaszámukon kívül nevük is volt: SCHÖNBERG és ZÖPTAU.
A két háromcsatlós mozdonyt a Sigl bécsi és bécsújhelyi telephelyén építették 1871-ben. A mozdonyok külsőkeretesek és belső vezérlésűek voltak.
Az MGB 1895-ös államosítása után a kkStB  90.01-02 pályaszámokat adott nekik. 1896-ban, illetve 1898-ban új kazánt kaptak, melyek méretei a táblázatban láthatók.
Az első világháború után a két mozdony a Csehszlovák Államvasutakhoz került, ahol selejtezték őket anélkül, hogy pályaszámot kaptak volna.

## Fordítás
- Ez a szócikk részben vagy egészben  a   kkStB 90 című német Wikipédia-szócikk fordításán alapul.  Az eredeti cikk szerkesztőit annak laptörténete sorolja fel. Ez a jelzés csupán a megfogalmazás eredetét és a szerzői jogokat jelzi, nem szolgál a cikkben szereplő információk forrásmegjelöléseként. Az eredeti szócikk forrásai sz9ntén ott olvashatóak.